# Tampere Open 1999
Il Tampere Open 1999 è stato un torneo di tennis facente parte della categoria ATP Challenger Series nell'ambito dell'ATP Challenger Series 1999. Il torneo si è giocato a Tampere in Finlandia dal 19 al 25 luglio 1999 su campi in terra rossa.

## Vincitori

### Singolare
Radomír Vašek ha battuto in finale  Martin Spottl con il punteggio di 7–5, 2–6, 6–0

### Doppio
Petr Dezort /  Radomír Vašek hanno battuto in finale  Jarkko Nieminen /  Timo Nieminen con il punteggio di 6–1, 6–1